# São Lourenço dos Órgãos (freguesia)
São Lourenço dos Órgãos es una freguesia caboverdiana del municipio de São Lourenço dos Órgãos.

## Geografía
La freguesia abarca parte de la isla de Santiago.

## Organización territorial
La freguesia contaba en 2021 con 6317 habitantes distribuidos en las entidades de población de:

### Ciudad
- João Teves

### Localidades
- Achada Costa
- Boca Larga
- Carreira
- Chã de Vaca
- Covada
- Funco Bandeira
- Funco Marques
- Fundura
- João Goto
- João Guela
- Lage
- Lagedo
- Levada
- Longueira
- Mato Raia
- Montanha
- Montanhinha
- Órgãos Pequeno
- Pedra Molar
- Pico Antónia
- Poilão Cabral
- Ribeirão Galinha
- São Jorge
- Várzea Fernandes
- Várzea Igreja